# موتسومي تامورا
موتسومي تامورا (باليابانية: 田村 睦心) مواليد 19 يونيو 1987 في آوموري، اليابان، هي مؤدية أصوات يابانية.

## أدوارها في الأنمي

### مسلسلات أنمي تلفزيونية
- سكيب بيت
- محققو الحيوانات
- سيتوكاي ياكويندومو
- ناروتو
- سيكاي-ايتشي هاتسوكوي
- ببر
- ماغي
- كارنفال
- سيتوكاي ياكويندومو
- نحن ما زلنا لا نعرف اسم الزهرة التي رأيناها ذلك اليوم ـ جينتا (أيام الطفولة)
- خادمة الآنسة كوباياشي تنين - كوباياشي
- ميرك ستوريا: الفتى الكسول و فتاة القارورة - يو
- دارلينغ إن ذا فرانكس - زورومي

### أوفا أنمي
- سيتوكاي ياكويندومو

### أفلام أنمي
- ناروتو
- ببر

### ألعاب فيديو
- ذا لاست أوف أس
- ميتال غير رايزنج: ريفنجنس

### دبلجة
- الكاتراز
- السهم
- كاري
- نهوض فارس الظلام
- أصدقاء مع امتيازات
- غلي
- الدبور الأخضر
- هي
- كان ياما كان
- الأصليون
- بحر من الوحوش
- تيد
- ثور
- ثور: العالم المظلم
- قتل طائر بريء

## وصلات خارجية
- موتسومي تامورا على موقع IMDb (الإنجليزية)
- موتسومي تامورا على موقع ميوزك برينز (الإنجليزية)
- موتسومي تامورا على موقع قاعدة بيانات الفيلم (الإنجليزية)
- موتسومي تامورا على موقع كينوبويسك (الروسية)
- موتسومي تامورا على موقع ANN person (الإنجليزية)